# Luka Štor
Luka Štor, slovenski nogometaš, * 5. julij 1998, Šempeter pri Gorici.
Štor je profesionalni nogometaš, ki igra na položaju napadalca. Od leta 2025 je član španskega kluba Intercity. Ped tem je igral za slovenske klube Maribor, Aluminij in Bravo, nemški Dynamo Dresden, ciprski Apollon Limassol in izraelski Maccabi Petah Tikva. Skupno je v prvi slovenski ligi odigral 80 tekem in dosegel 18 golov. Bil je tudi član slovenske reprezentance do 18, 19 in 21 let.